# Sinuber
Sinuber is een geslacht van weekdieren uit de klasse van de Gastropoda (slakken).

## Soorten
- Sinuber microstriatum Dell, 1990
- Sinuber sculptum (Martens, 1878)